# Cal Mundi
Cal Mundi és una obra del municipi d'Agramunt (Urgell) inclosa en l'Inventari del Patrimoni Arquitectònic de Catalunya.

## Descripció
És una casa formada per planta baixa, dos pisos destinats a l'habitació i una terrassa superior que li fa de coberta. Si analitzem cada un dels elements decoratius que s'aprecien en la façana del Cal Mundí observem que es tracta d'una decoració amb trets d'inspiració neoclàssica. Un dels més destacats es troba a la planta baixa on la porta principal, situada al centre de la façana és una clara imitació d'una porta neoclàssica, això si, amb materials moderns com és el ciment i la pintura blanca. Aquesta porta principal adopta una forma semicircular perfectament definida flanquejada de dos pilastres adossades amb decoració d'acanaladora suportades per un alt basament quadrangular motllurat.

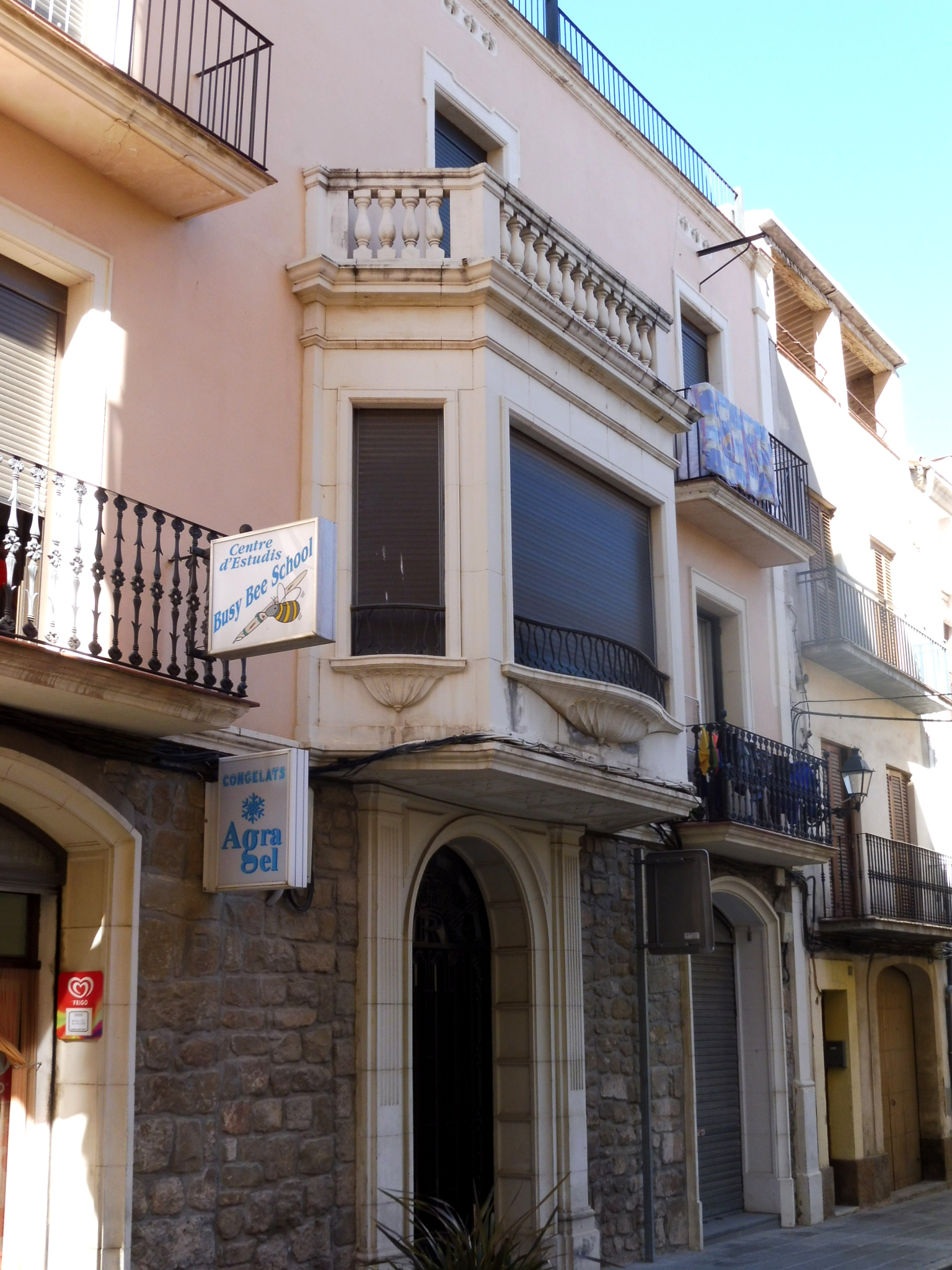
Vista lateral de cal Mundi

Aquesta planta baixa, a diferència de la resta de la façana de l'habitatge, és a base d'un aparell de pedres irregulars disposades en filades i lligades en morter. A banda i banda de la porta principal hi ha dues portes més, de caràcter més modern, amb una forma d'arc rebaixat. Les dues plantes destinades a l'habitació es tradueixen a la façana amb moltes obertures en forma de finestra amb balconada. Tant el primer pis com el segon hi ha tres finestrals allargassats disposats simètricament.
L'únic element diferenciador i alhora trencador és la tribuna situada en la primera planta presidint la centralitat de la façana. Aquesta tribuna és un segon element típicament d'inspiració neoclàssica. Està formada per tres cares i coronada per una magnífica balustrada que fa de balcó a la finestra central del pis superior. Tota aquesta part està arrebossada de color blanc diferenciant-se clarament amb la planta baixa amb obra vista. Els quatre balcons laterals estan fets amb ferro forjat però distingit el motiu decoratiu de la primera respecte a la segona planta. Per acabar, destacar la terrassa que fa de coberta de l'habitatge. A la façana solament es pot apreciar la barana que tanca tot el perímetre.
Aquí va néixer Agustí Ros López Llauder el 19 de febrer de 1929. Casa propietat i construïda per Agustí Ros Marsa i heretada i restaurada pel seu fill Ramon Ros Llauder. A Agramunt hi ha l'avinguda de Agustí Ros en reconeixement i agraïment a l'origen de les indústries tèxtils fills d'Agustí Ros i la Tèxtil Ramon Ros S.A creades dues per Ramon Ros Llauder.